# Idaea albonitens
Idaea albonitens är en fjärilsart som beskrevs av Sterneck 1939. Idaea albonitens ingår i släktet Idaea och familjen mätare. Inga underarter finns listade i Catalogue of Life.